# Àrea basal
L'àrea basal és l'àrea en metres quadrats del tall transversal d'un arbre a l'altura del pit, és a dir, a 1,30m. S'obté a partir de la fórmula de l'àrea del cercle, expressada com A = (Π/4)*d² on "d" és el diàmetre.
Al camp no se solen fer aquests càlculs, ja que hi ha taules en les quals segons el diàmetre de l'arbre, ja està calculada la seva àrea basal, o bé perquè és més simple realitzar-los en oficina, juntament amb altres indicadors dasomètrics.
L'àrea basal per hectàrea varia segons:
- La mida dels arbres individuals
- La densitat de plantació (nombre d'arbres per hectàrea).

Al seu torn, la mida dels arbres individuals depèn de múltiples factors:
- L'espècie
- La densitat de plantació (en termes generals, a major nombre d'arbres per hectàrea, menys podran créixer aquests)
- L'edat de l'arbre
- L'oferta ambiental

En una clapa d'arbres joves és baixa, però augmenta ràpidament a mesura que van creixent fins que arriben a un màxim. Aquest màxim s'assoleix a unes edats o altres depenent de l'espècie i de la qualitat de lloc. Per això és una mesura més estable en boscos madurs que en boscos joves.